# Skanslandet
Skanslandet (finska: Vallisaari) är en ö i Helsingfors i Finland.
Öns area är 1,07 kvadratkilometer och dess största längd är 1,8 kilometer i öst-västlig riktning.
En vägbank över Kuggsundet förbinder Skanslandet med Kungsholmen i öster. På andra sidan Gustavssvärdssundet i väster ligger Gustavssvärd, en del av fästningen Sveaborg.
Vartannan sommar avhålls Helsingforsbiennalen på ön.

## Historia

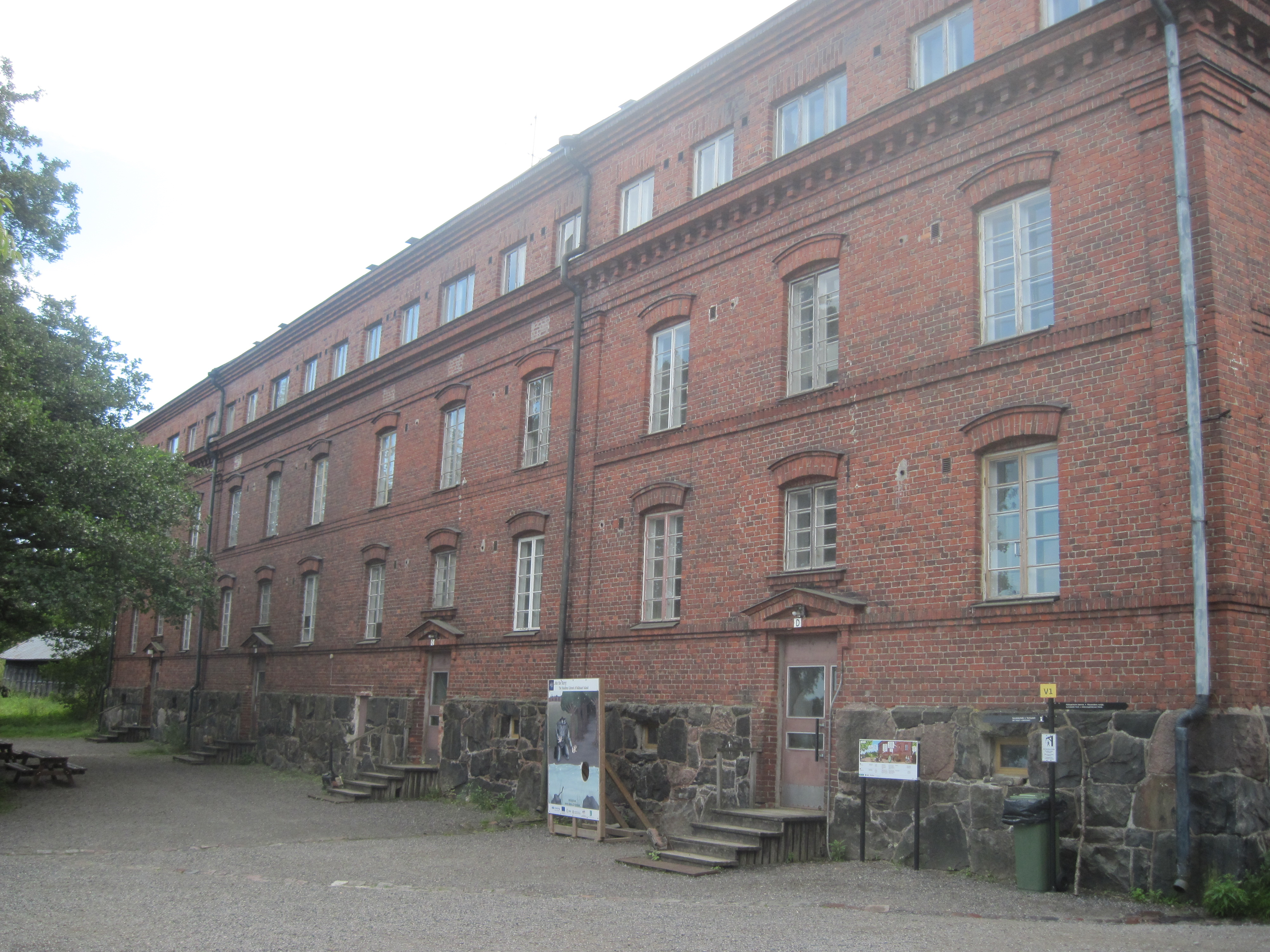
Lotshuset.

På 1700-talet blev Skanslandet känt som lotsö. Lotsarna bodde i stugor längs kusten men i slutet av 1800-talet flyttade de till lotshuset. De sista lotsarna lämnade ön på 1920-talet.
Under Krimkriget anfölls Skanslandet av en 
fransk-engelsk flottavdelning och den 9 juli 1937 exploderade några gamla ryska artillerigranater när de undersöktes på öns laboratorium. Explosionerna spred sig till en byggnad där 12 ton sjöminor förvarades och när de exploderade raserades 16 byggnader. Tolv personer dog och  invånarna flydde i panik. Det finns fortfarande sprängämnen kvar från explosionen som inte hittats.

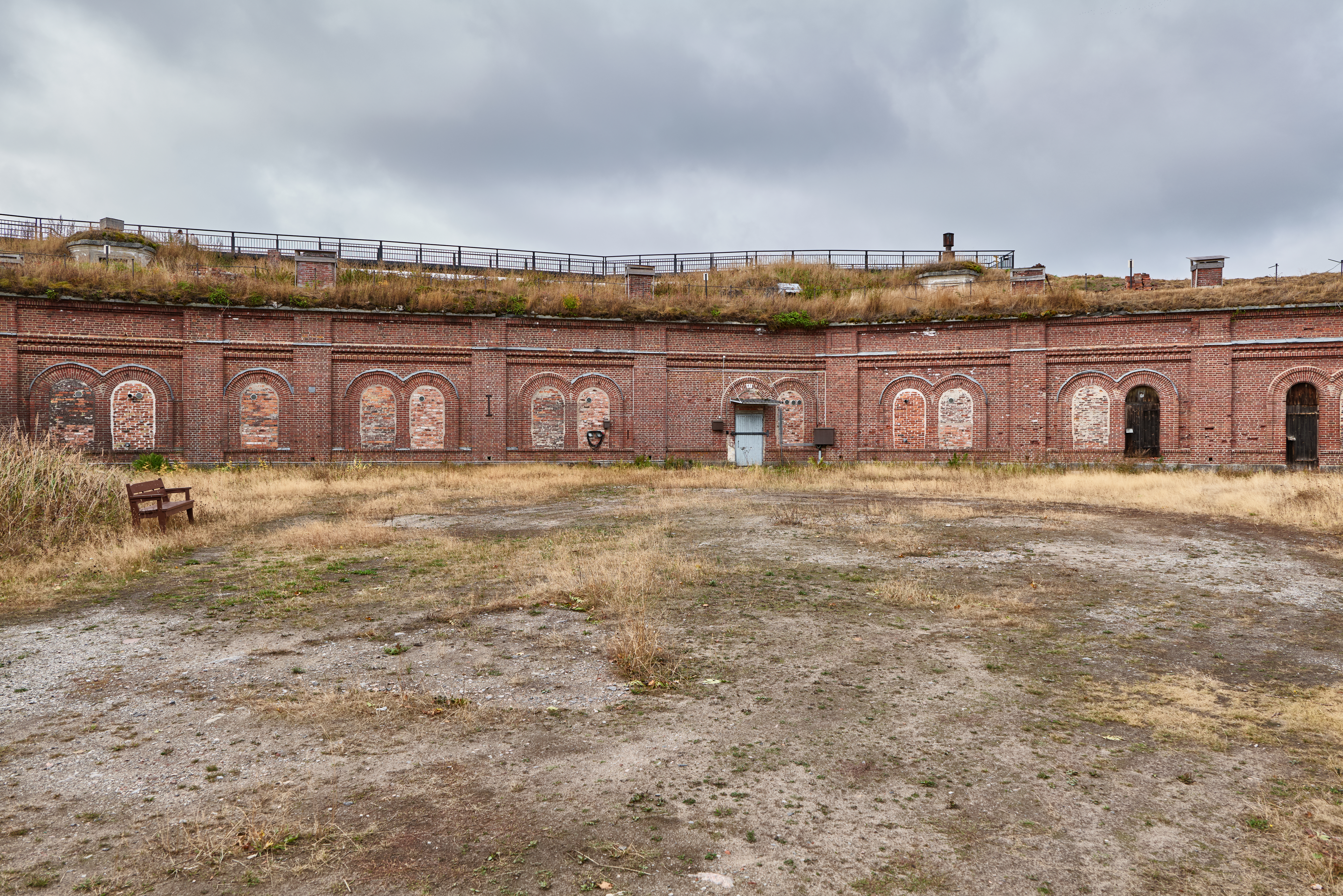
Alexandersbatteriet.

Efter Krimkriget lät ryssarna bygga  ett batteri med kanoner i kasematter som uppkallades efter Alexander I av Ryssland. På 1870-talet flyttades kanonerna upp på toppen av en vall och kasematterna gjordes om till förråd och logement. Under första världskriget byggdes en krutkällare mitt på ön och en kasern.
Efter Finlands självständighet år 1917 tog Finlands försvarsmakt över Skanslandet. 
Försvarsmakten lämnade ön år 2008 och år 2016 öppnades ön för besökare.